# 蒙特蘇馬 (加利福尼亞州)
蒙特蘇馬（英語：Montezuma）是位於美國加利福尼亞州索拉諾縣的一個非建制地區。該地的面積和人口皆未知。

## 地理
蒙特蘇馬的座標為38°17′29″N 122°52′22″W / 38.29139°N 122.87278°W，而該地的平均海拔高度為127米（即415英尺）。